# Salto de esqui nos Jogos Olímpicos de Inverno de 1924
O salto de esqui nos Jogos Olímpicos de Inverno de 1924 foi disputado em apenas uma prova masculina com 27 competidores.

## Medalhistas
| Ouro   | NOR Jacob Tullin Thams |
| Prata  | NOR Narve Bonna        |
| Bronze | USA Anders Haugen      |

## Resultados
| Pos. | Atleta                     | Salto 1 | Salto 1   | Salto 2 | Salto 2   | Total  |
| Pos. | Atleta                     | Pontos  | Distância | Pontos  | Distância | Total  |
| ---- | -------------------------- | ------- | --------- | ------- | --------- | ------ |
|      | NOR Jacob Tullin Thams     | 18,79   | 49,0 m    | 19,13   | 49,0 m    | 18,960 |
|      | NOR Narve Bonna            | 18,37   | 47,5 m    | 19,00   | 49,0 m    | 18,689 |
|      | USA Anders Haugen          | 18,33   | 49,0 m    | 17,50   | 50,0 m    | 17,916 |
| 4    | NOR Thorleif Haug          | 17,75   | 44,0 m    | 17,908  | 44,5 m    | 17,829 |
| 5    | NOR Einar Landvik          | 17,167  | 42,0 m    | 17,877  | 44,5 m    | 17,521 |
| 6    | SWE Axel-Herman Nilsson    | 16,959  | 42,5 m    | 17,333  | 41,0 m    | 17,146 |
| 7    | SWE Menotti Jakobsson      | 17,167  | 43,0 m    | 17,000  | 42,0 m    | 17,083 |
| 8    | SUI Alexandre Girard-Bille | 16,71   | 40,5 m    | 16,87   | 41,5 m    | 16,790 |
| 9    | SWE Nils Lindh             | 16,667  | 41,0 m    | 16,808  | 41,5 m    | 16,738 |
| 10   | TCH František Wende        | 15,877  | 40,5 m    | 17,083  | 44,0 m    | 16,480 |
| 11   | FIN Sulo Jääskeläinen      |         |           |         |           | 16,418 |
| 12   | SWE Nils Sundh             |         |           |         |           | 16,397 |
| 13   | FIN Tuure Nieminen         |         |           |         |           | 16,262 |
| 14   | USA Lemoine Batson         |         |           |         |           | 16,200 |
| 15   | FRA Klébert Balmat         |         |           |         |           | 15,500 |
| 16   | USA Harry Lien             |         |           |         |           | 14,917 |
| 17   | ITA Luigi Faure            |         |           |         |           | 14,010 |
| 18   | SUI Peter Schmid           |         |           |         |           | 13,437 |
| 19   | ITA Mario Cavalla          |         |           |         |           | 12,605 |
| 20   | TCH Karel Koldovský        |         |           |         |           | 12,501 |
| 21   | POL Andrzej Krzeptowski    |         |           |         |           | 12,458 |
| 22   | FRA Gilbert Ravanel        |         |           |         |           | 12,397 |
| 23   | SUI Hans Eidenbenz         |         |           |         |           | 10,313 |
| 24   | SUI Xaver Affentranger     |         |           |         |           | 7,813  |
| 25   | FRA Martial Payot          |         |           |         |           | 7,355  |
| 26   | TCH Josef Bím              |         |           |         |           | 2,333  |
| -    | FRA Louis Albert           |         |           |         |           | DNF    |

- Legenda: DNF - não competou a prova (did not finish)